# Bakung Pringgodani
Bakung Pringgodani is een bestuurslaag in het regentschap Sidoarjo van de provincie Oost-Java, Indonesië. Bakung Pringgodani telt 3528 inwoners (volkstelling 2010).